# Gerome Kamrowski
Gerome Kamrowski, né le 29 janvier 1914 à Warren dans le Minnesota, et mort le 27 mars 2004 à Ann Arbor, est un artiste surréaliste américain.

## Biographie
Il est né le 29 janvier 1914 à Warren dans le Minnesota. Au début des années 1930, il commence à étudier l'art à l'École Saint-Paul de l'Art (appelée aujourd'hui Minnesota Museum of American Art (en).
Il connaissait déjà les processus de création inédits que les surréalistes français expérimentaient avant la Seconde Guerre mondiale, dont l'automatisme. Durant l'hiver 1940-1941, il collabore avec William Baziotes et Jackson Pollock sur plusieurs toiles, dont certaines préfigurent le dripping de ce dernier.

## Expositions
- 1947, Internationale u surréalisme, Maeght, Paris[3].